# 沃爾科特 (印第安納州)
沃爾科特（英語：Wolcott）是一個位於美國印地安納州懷特縣的城鎮。

## 人口
根據2010年美國人口普查的數據，沃爾科特的面積為1.54平方千米，當中陸地面積為1.54平方千米，而水域面積為0.00平方千米。當地共有人口1001人，而人口密度為每平方千米650人。